# École internationale bilingue
Ne doit pas être confondu avec École active bilingue Jeannine-Manuel.
 (mai 2017).
Si vous disposez d'ouvrages ou d'articles de référence ou si vous connaissez des sites web de qualité traitant du thème abordé ici, merci de compléter l'article en donnant les références utiles à sa vérifiabilité et en les liant à la section « Notes et références ».
L’École internationale bilingue (EIB) est un groupe d'établissements privés d'enseignement français, principalement basé à Paris, membre du groupe scolaire Globeducate. Les écoles EIB accueillent les enfants de 4 à 18 ans, de la maternelle au baccalauréat français ou international.

## Une école du groupe Globeducate
L’EIB Paris est membre de Globeducate (anciennement NACE Schools) depuis 2012, un groupe scolaire international qui regroupe une cinquantaine d'écoles dans le monde, dont une dizaine en France. Les écoles Globeducate proposent des cursus tels que le baccalauréat international ou encore des cursus nationaux anglais, français, américains et espagnols.

## Fonctionnement de l’école
L'école possède 5 établissements :
- Les classes maternelles et primaires se trouvent au :
  - 6 avenue Van-Dyck - 8e arrondissement de Paris (Primaire Monceau)[5],
  - 123 rue de la Pompe - 16e arrondissement de Paris (Primaire Lamartine)
  - Au campus de La Jonchère : Sente de Bournival - La Celle Saint Cloud, Yvelines (EIB de La Jonchère).
- Les classes de collège se situent au :
  - 16, rue Margueritte et au 11 bis rue Torricelli - 17e arrondissement de Paris (Collège Monceau)
  - Au campus de La Jonchère : Sente de Bournival - La Celle Saint Cloud, Yvelines, de la 6e à la 4e depuis septembre 2020[6]. L'école accueillera les elèves de 3e dès septembre 2021.
- Le lycée (lycée EIB Étoile) est au 9, rue Villaret-de-Joyeuse - 17e arrondissement de Paris.

En septembre 2021, l'EIB Paris s'agrandira pour accueillir un sixième établissement : l'EIB Grenelle, dont la moitié des cours sera dispensée en anglais aux élèves, de la maternelle au CE2. 

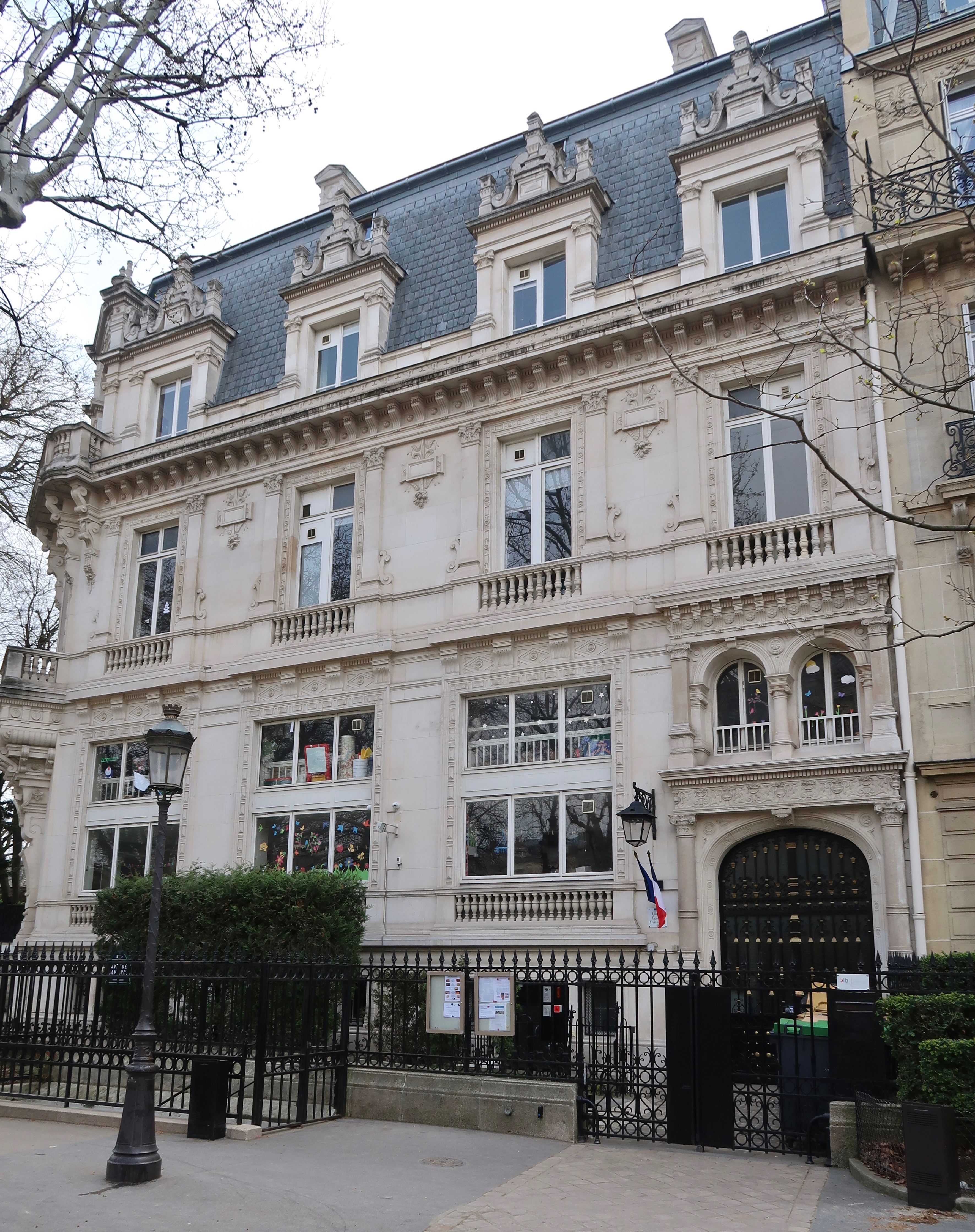
École primaire de l'avenue Van-Dyck.

### Ancien établissement
Jusqu'en 2020, l'École comptait un autre établissement.
Le primaire, le collège et le lycée du cursus totalement anglophone (EIB - The Victor Hugo School, devenu ICS Paris,) se situent au 23 rue de Cronstadt, 15e arrondissement de Paris. Anciennement, le cursus de High School était situé au 176 rue de Grenelle - 7e arrondissement de Paris.

## Classement
Le lycée bilingue EIB Étoile se place parmi les meilleurs lycées de France en 2019. Le Lycée EIB Étoile affiche 100 % de réussite et 96 % de mentions (« bien » et « très bien » pour 72 % d'entre eux) au baccalauréat général. En 2020, le lycée se classe à la 11e place des établissements scolaires de l’académie et dans les 20 premiers établissements nationaux selon Le Figaro Étudiant. En 2019, 100 % des élèves ont obtenu le brevet avec mention et 84 % avec la mention « très bien ».

## Anciens élèves
- Vincent Ferniot (1960-), cuisinier français.
- Santiago Amigorena (1962-), scénariste argentin.
- Benjamin Cuq (en)(1974-), journaliste français.
- Kaysha (1974-), chanteur franco-congolais.
- Amanda Sthers (1978-), écrivain français.
- Davy Sardou (1978-), écrivain français[15].
- Tristane Banon (1979-), écrivaine française[15].
- Nicolas Bedos (1980-), humoriste français[15].
- Virgile Bramly (1980-), comédien français.
- Eva Green (1980-), actrice française.
- Julia Restoin Roitfeld (1980-), mannequin français.
- Julien Sibony (1980-), scénariste français.
- Guillaume Houzé (1981-), producteur français[16].
- Dimitri Rassam (1981-), producteur français[16].
- Arthur Mamou-Mani (1983-), architecte français.
- Marilou Berry (1983-), actrice française.
- Salomé Lelouch (1983-), productrice française.